# Marcelin (magister militum)
Marcelin (lat. Marcellinus) bio je rimski vojskovođa (magister militum) i patricij koji je vladao područjem Dalmacije u Zapadnom Rimskom Carstvu i držao vlast nad tamošnjom vojskom od 454. do svoje smrti.

## Porijeklo
Za Marcelina se navodi da je bio dobrog podrijetla i karaktera te da je imao dobro obrazovanje, dok je također bio pobožni poganin. Ništa se ne zna o Marcelinovom ranom životu: zapisi prvi put spominju njegovo ime 454. godine kada se pobunio protiv zapadnog cara Valentinijana III nakon njegovog atentata na Flavija Aecija koji je bio Marcelinov prijatelj. Bio je u to vrijeme u Dalmaciji i smatra se da je nosio titulu comes rei militaris.
Bio je dovoljno moćan da preuzme kontrolu nad Dalmacijom, a vjerojatno je to mogao učiniti jer je bio zapovjednik tamošnjih snaga. Čini se da je ostao vladar Dalmacije do 468. i da je sačuvao svoju neovisnost osim što je nakratko prihvatio vlast careva Majorijana i Antemija. Izvori tvrde da je vladao pravedno i dobro te je održao Dalmaciju neovisnom od cara i barbarskih vladara. 

## Vojna karijera
Tijekom raspada zapadne polovice carstva, ostala su četiri glavne fakcije koje su se borile za prevlast: Istočno Rimsko Carstvo kao jedno imalo je značajnu političku i vojnu ulogu. Galska vojska bila je istaknuta, posebno pod Egidijem 460-ih, a italska vojska bila je utjecajna pod vodstvom Ricimera, dok su snage Dalmacije dale solidnu bazu moći i potporu između 450. i 480. za Marcelina i kasnije njegovog nećaka, zapadnog cara Julija Neposa. 
Kada je Majorijan preuzeo prijestolje u prosincu 457., Marcelin se zakleo na vjernost novom caru i ubrzo je poslan da brani Siciliju od Vandala; pretpostavlja se da je u to vrijeme nosio naslov magister militum. Marcelin je trebao sudjelovati u zajedničkom napadu na područje vandalske Afrike, pri čemu bi izveo napad sa Sicilije, a Majorijan bi napao iz Španjolske, ali prije nego što je Majorijan mogao započeti svoj pohod, Vandali su nanijeli težak poraz napadačkoj floti i godinu dana kasnije, 461. godine, cara je ubio Ricimer koji je ubrzo nakon toga pokušao podmititi Marcelinove trupe koje su uglavnom bile Hunske, pokušavajući tako smanjiti vlast generala. To je prisililo Marcelina da napusti Siciliju i vrati se u Dalmaciju gdje će blisko surađivati s istočnim carem Leonom I. Godine 464. ili 465. Marcelin se vratio na Siciliju kako bi branio otok od Vandala, no ova je akcija predstavljala izravnu prijetnju osobnoj moći i prestižu Ricimera koji je već apelirao na Lava da spriječi Marcelina da vojno djeluje protiv njega. Lav je priznao Marcelina kao magistera milituma, ali Ricimer i njegova nova marioneta, car Zapadnog Rimskog Carstva Libije Sever, nisu priznavali njegovu titulu. Neki izvori nalažu da je njegova titula otprilike u to vrijeme promijenjena u magister militum Dalmatiae, no većina samo nalaže da je njegov nećak, koji ga je naslijedio, nosio tu titulu. Tijekom toga vremena, postao je moćniji i bilo je moguće da bi mogao napasti Italiju, ali na zahtjev Talijana, istočni dvor mu je poslao izaslanika i on je pristao da ne napada.
U proljeće 467. bio je jedan od komita koji su s velikom vojskom pratili novog zapadnog cara Antemija u Italiju. Godine 468., car Antemije mu je dodijelio titulu patricija. Valja napomenuti da mu je dodijeljena navedena titula kako bi Marcelin imao sličnu moć kao i Ricimer, koji je u to vrijeme imao titulu magister utriusque militum i titulu patricija, odnosno kako bi mu bio protuteža. Na Istoku je bila ustaljena praksa da oba magistra militum praesentales budu jednaka, ali na Zapadu je postalo uobičajeno da jedan magister (obično magister peditum) bude nadređen drugom pa je ovo možda bio pokušaj Antemija da uvede istočnu strukturu i da vlada poput istočnog cara koristeći uspješnog i pouzdanog Marcelina kao svog drugog zapovjednika.

## Smrt
Godine 468. Lav je organizirao veliku kampanju protiv Vandala u Africi u kojoj će Istok i Zapad angažirati znatne snage. Marcelin je dobio zapovjedništvo nad snagama iz Zapadnog carstva, a kampanja je trebala biti napad u tri smjera. Marcelin je u to vrijeme protjerao Vandale sa Sicilije i ponovno zauzeo Sardiniju te je trebao biti odveden flotom u Afriku. Bazilisk, Lavov šurjak, s glavnom vojskom u armadi od preko 1000 brodova iskrcao bi se podalje od Kartage i povezao bi se s comes rei militis Heracliusom koji je napredovao iz Egipta i Tripolitane. Marcelin je trebao imati zapovjedništvo nad otprilike 10.000 do 20.000 vojnika. Marcelin nikada nije plovio u Afriku, možda zbog Ricimerova veta ili nije htio dati toliko vojnika da sudjeluju u kampanji u Africi nadajući se da će istok obaviti posao za njega, ili je zamjerao vojnim sposobnostima Marcelina koji je očito bio favorit Antemija. Bez obzira na razlog, Marcelin, koji nije mogao sudjelovati u kampanji, i Bazilisk, koji je izgubio u bitci kod Cape Bona, uvjeravali su da će operacija rezultirati neuspjehom i da je Zapad izgubio svoju jedinu priliku da oduzme Afriku Vandalima i možda spriječi vlastitu propast.
Marcelin je iste godine ubijen na Siciliji, vjerojatno po Ricimerovom nalogu. Nakon njegove smrti, njegov nećak Julije Nepot naslijedio je ujakovu vlast nad Dalmacijom i zabilježen je kao nositelj titule magister militum Dalmatiae . Dalmacija će služiti Juliju Nepotu na isti način kao što je služila Marcelinu, a zbog prestiža i sposobnosti Julija Nepota, istočni car Lav I. podržat će ga za novog zapadnog cara 474. godine.